# Library of Yiddish Classics
Die Library of Yiddish Classics (Bibliothek jiddischer Klassiker) ist eine kleine englischsprachige Buchreihe, in der jiddischsprachige literarische Werke in englischer Übersetzung erschienen. Herausgeberin der Reihe war Ruth R. Wisse. Neben Autoren wie  Sholem Aleichem, Isaac Leib Peretz oder S. Ansky erschienen in der Reihe auch Volksgeschichten (Folktales). Die Reihe erschien im Verlag Schocken in New York. Das Projekt wurde Ende der neunziger Jahre eingestellt bzw. durch die New Yiddish Library (Neue Jiddische Bibliothek) fortgesetzt.

## Übersicht
- The Dybbuk and Other Writings, S. Ansky
- The I. L. Peretz Reader, Isaac Leib Peretz
- Tales of Mendele the Book Peddler: Fishke the Lame and Benjamin the Third, Mendele Mocher Sforim
- Tevye the Dairyman and the Railroad Stories, Sholem Aleichem
- Yiddish Folktales, Editor Beatrice Silverman Weinreich